# Більзен
Більзен (нім. Bilsen) — громада в Німеччині, розташована в землі Шлезвіг-Гольштейн. Входить до складу району Піннеберг. Складова частина об'єднання громад Ранцау.
Площа — 6,20 км2. Населення становить 820 ос. (станом на 31 грудня 2020).